# Cordia skutchii
Cordia skutchii  es una especie de planta en la familia Boraginaceae. Es un árbol endémico de Guatemala y fue únicamente registrado en el departamento de Quetzaltenango en las laderas del volcán Santa María a una altitud entre 1100 y 3800 m s. n. m. Puede alcanzar una altura de 6 m.

## Taxonomía
Cordia skutchii fue descrita por  Ivan Murray Johnston  y publicado en Journal of the Arnold Arboretum 21(3): 339–340. 1940.
Etimología
Cordia: nombre genérico otorgado en honor del botánico alemán Valerius Cordus (1515-1544).
skutchii: epíteto
Sinonimia
- Gerascanthus skutchii (I.M.Johnst.) Borhidi[4]